# フランチェスコ・ラナ・デ・テルツィ
フランチェスコ・ラナ・デ・テルツィ（Francesco Lana de Terzi 、1631年 - 1687年2月22日）はイタリアのカトリック司祭（イエズス会員）、発明家。彼は「空気より軽い航空機」の概念を史上最初に（モンゴルフィエ兄弟以前に）示した。また点字の先駆けとなる発案もしている。イタリア北部のブレシア生まれ。

## 真空飛行船

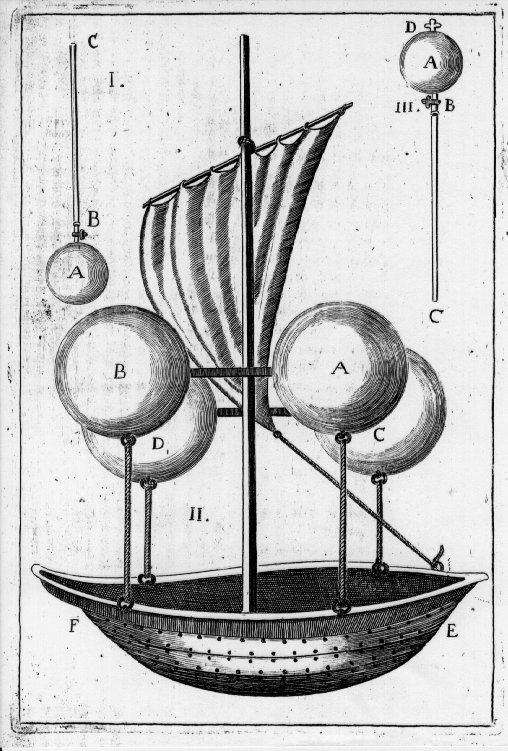
真空飛行船の図

1670年、フランチェスコ・ラナ・デ・テルツィは「草案段階にある幾つかの新発明に関する問題または小論」（Prodomo ovvero saggio di alcune invenzioni nuove premesso all'arte maestra"）と題された書物を刊行し、その中で丸木舟のような木製の船体を持つ「空飛ぶ船」について書いている。トリチェリによる真空の発見、それを受けてのオットー・フォン・ゲーリケのマクデブルクの半球の実験（1663年）に刺激を受け、ラナ・デ・テルツィは軽航空機の概念に辿り着いたのである。
彼の（実際には製作されずに終わった）空中船の構想を述べる。船体の中心に大マストを備え、それには帆が取り付けられる。操縦は普通の帆船と同様に為される。さらに四本の小マストがあり、ごく薄い銅板で作られた四つの球殻がくくりつけられる。球殻の直径はいずれも7.5mである。テルツィの計算では、球体一つあたりの重さは180kgであるのに対し、その浮力は290kgfあった。銅の球は内部の空気を抜かれ、そのため周囲の空気によって生じる浮力（→アルキメデスの原理）で、6人の乗員と船本体を浮揚させる計算であった。
当時の技術では必要なだけ薄い銅製球殻を製造することは不可能であったため、彼の空中船は構想のみに終わった。ラナ・デ・テルツィは空中船の軍事利用についても考察している。彼は空襲を予測してこう述べている。
| 「                                                                                        | いつこの船が上空にあらわれて、そこから兵士たちが下りてくるかわからないのだから、どんな町も奇襲を防ぎきれるものではない。私宅の屋根にでも海上の船にでも、空の海賊どもは、やすやすと下りてくるだろう。鉄の塊を投げ落として船を沈めたり、乗務員を殺したり、火矢、弾丸、爆弾などで、船に火災を起こさせたりできよう。船ばかりではなく、家屋、城、町をも同じように攻撃し、自分のほうは何の危険もおぼえずにすむであろう。 | 」 |
| —フランチェスコ・ラナ・デ・テルツィ〔訳・松谷健二〕（『航空発達物語（上）』27ページより） | |    |

真空飛行船が不可能であることは、1710年、ゴットフリート・ライプニッツによって純粋に理論的（物理学的）に証明された。充分に薄い球殻が出来たとしても、そのような球殻は弱すぎて、大気の圧力に負けて潰れてしまうのである。ラナ・デ・テルツィの空中船の模型は、ワシントンのスミソニアン博物館に展示されている。

## 点字

ラナの点字システム

『小論』には「盲人のための独習可能な記法、あるいは秘密を隠すための暗号」という章があり、ラナは後の点字に通じるシステムを発案している。彼の記法は、ラテン・アルファベットを3つ以内の点と3本以内の線の組み合わせで表すものであった（右図を参照）。指で読めるよう、厚い紙に浮き彫りにされた。

## 著書
- Prodromo ovvero saggio di alcune inventione nuove premesso all'arte Maestra Opera che prepara il P. Francesco Lana, Bresciano della Compagnia di Giesu. Per mostrare li più reconditi proncipij della Naturale Filosofia, riconosciuti con accurata Teorica nelle più segnalate inventioni, ed isperienze fin'hora ritrovate da gli scrittori di questa materia & altre nuove dell'autore medesimo. – Brescia : Rizzardi, 1670 (Neuauflage: Milan: Longanesi, 1977)
- Magisterium naturae et artis, opus physicale matematicum. – Brescia : Jo. Maria Ricciardi, 1684-86 [Band 1 & 2] & Parma : H. Rosati, 1692 [Band 3]

## 参考資料
- Ulrich Magin: Luftschiffe im 17. Jahrhundert?, in: JUFOF Heft 158/2005, Seite 60-61
- Flavio Mucia: La nave volante che ha fatto storia, in: Giornale di Brescia vom 10. März 2005, Seite 33
- ロルフ・シュトレール『航空発達物語（上）』白水社、1965年